# Sanktuarium Loyola
Sanktuarium Loyola (kast. Santuario de Loyola, bask. Loiolako Santutegia) – sanktuarium katolickie, znajdujące się nad rzeką Urola w sąsiedztwie Loyola miejscowości Azpeitia w prowincji Gipuzkoa we wspólnocie autonomicznej Kraju Basków (Hiszpania). Kompleks budynków w stylu churrigueresco, wzniesiony wokół miejsca narodzin św. Ignacego z Loyoli, założyciela Towarzystwa Jezusowego. Obok sanktuarium w Aránzazu jest to najważniejsze sanktuarium w Kraju Basków. Sanktuarium Loyola, pustelnia La Antigua i Sanktuarium Aránzazu tworzą Szlak Trzech Świątyń Ziemi Ignacjańskiej (Ruta de los Tres Templos de Tierra Ignaciana).

## Historia
Iñigo López de Loyola, zwany Ignacym Loyola, był synem pana Loyoli, Beltrána Ibáñeza de Oñaz i Mariny Sánchez de Licona, a więc członkiem szanowanej rodziny baskijskiej. Urodził się w 1491 w rodzinnym domu w Loyoli. Po jego śmierci miejsce to zaczęło być otaczane kultem. W XVII w. zostało przekazane Towarzystwu Jezusowemu, które wzniosło Sanktuarium Loyola. Główny budynek kompleksu, Real Colegio de Loyola, wznoszono w dwóch etapach. W pierwszym, trwającym od 1689 do 1738, postawiono bazylikę i skrzydło południowe, otaczające dom narodzin świętego; budowa została wstrzymana z powodu wojny o sukcesję (1704-17). W drugim etapie, trwającym od 1760 do 1767, zbudowano skrzydło północne. Inicjatorami budowy byli Habsburgowie, lecz sanktuarium powstało pod patronatem Burbonów, stąd to herb tej dynastii znajduje się na portyku kościoła. Kościół został inaugurowany w 1738, a konsekrowany w 1888 i 1889. Godność bazyliki mniejszej nadał mu Benedykt XV w 1921. W 1992, podczas prac konserwatorskich poprzedzających jubileusz 500-lecia założenia Towarzystwa Jezusowego, odkryto poważny problem konstrukcyjny kopuły, na której pojawiły się już głębokie pęknięcia.

## Budynki sanktuarium
Kompleks składa się z następujących części: Real Colegio de Loyola (z bazyliką, domem narodzin świętego, muzeum sakralnym i biblioteką), Centrum Duchowości (miejsce odprawiania ćwiczeń duchowych), Casa Hermano Gárate (domu narodzin bł. Hermano Gárate), Hotelu Arrupe (schroniska młodzieżowego) oraz ogrodów.

### Real Colegio de Loyola
Główny budynek kompleksu, Real Colegio de Loyola (kast. Królewskie Kolegium Loyola), w zamyśle architektów tworzy rodzaj relikwiarza wokół domu narodzin św. Ignacego. Składa się on z centralnej bazyliki, zwieńczonej kopułą, która jest flankowana dwoma budynkami o długości 75 m każdy; budynek południowy kryje w sobie Casa Santa – dom rodzinny św. Ignacego. Klatka schodowa tego budynku nosi nazwę Schodów Świętych, budynku północnego – Schodami Papieży; nazwy wywodzą się od figur wieńczących schody na najwyższym piętrze, odpowiednio przedstawiających świętych lub papieży szczególnie przychylnych Towarzystwu Jezusowemu.

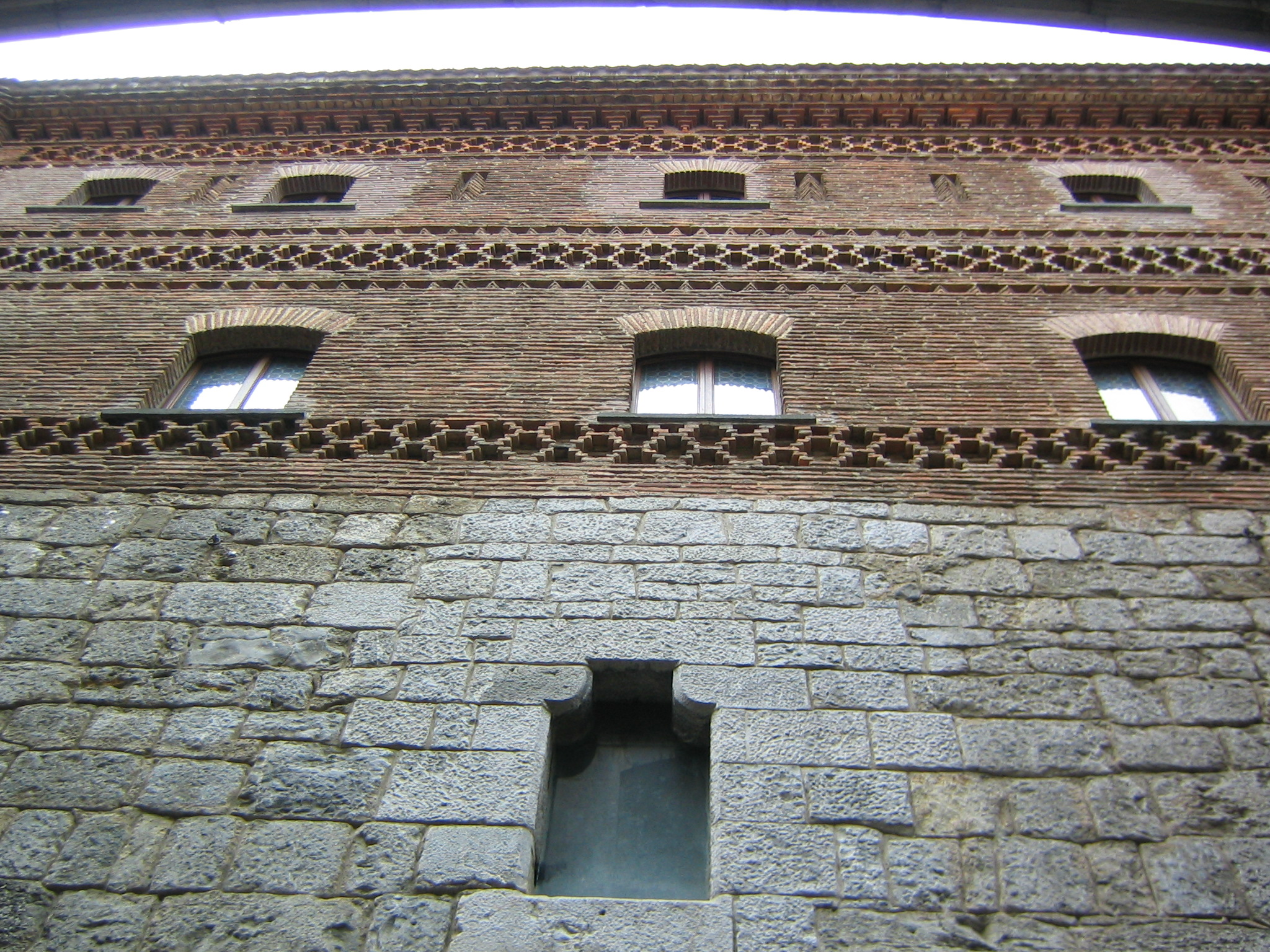
Dom rodziny Loyola (Casa Santa)

#### Bazylika

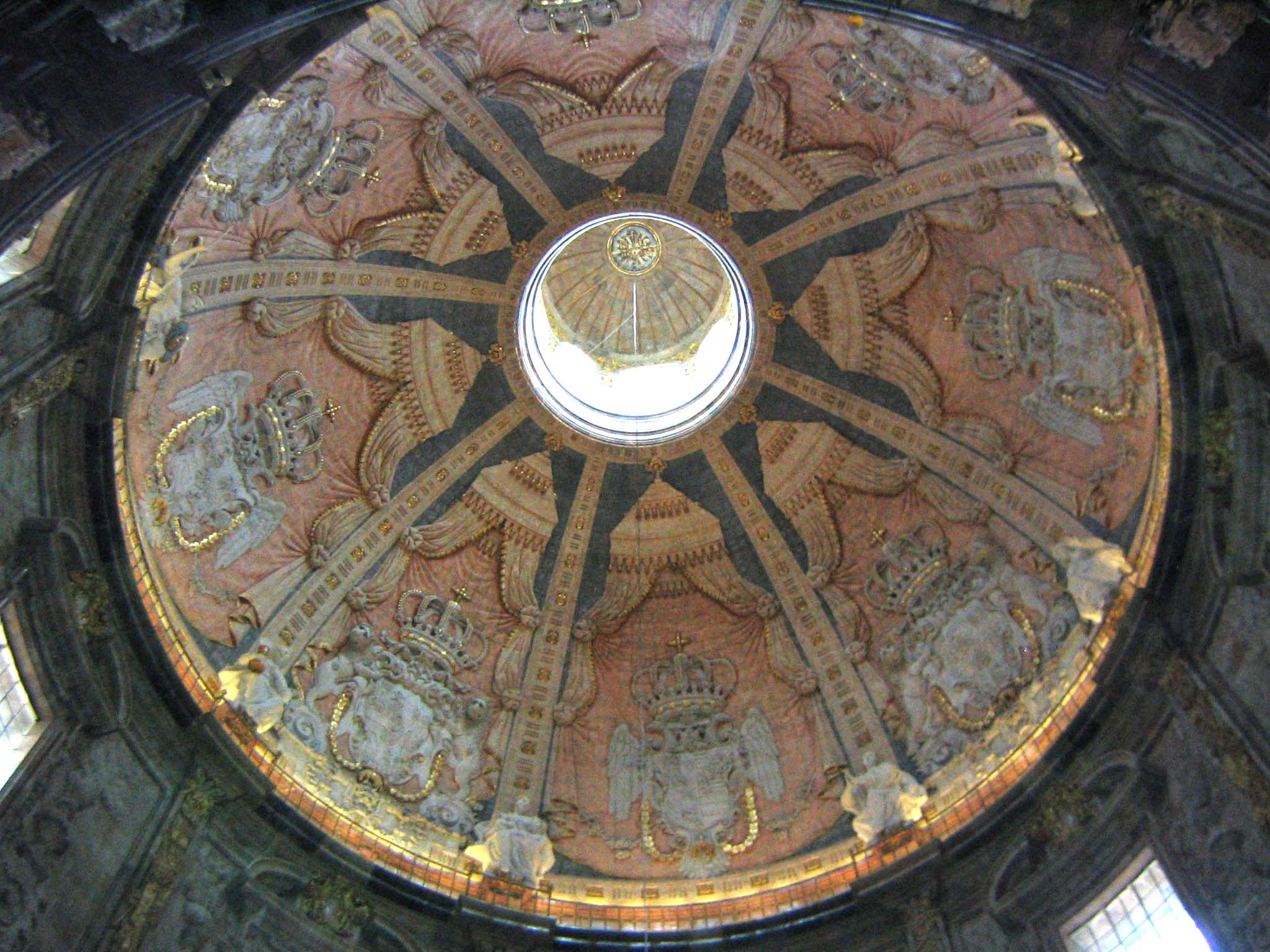
Kopuła bazyliki

Bazylika stanowi architektoniczną dominantę w budynku Real Colegio de Loyola, wyróżniając się monumentalną kopułą. W portyku znajdują się rzeźby św. Ignacego z Loyoli, św. Franciszka Ksawerego, św. Franciszka de Borja, św. Ludwika Gonzagi i św. Stanisława Kostki. Drzwi główne wykonane są z drewna cedrowego z Libanu, uzupełnianego częściowo drewnem mahoniowym. Kruchta, której ściany pokryte są mnóstwem ornamentów, jest popisem stylu churrigueresco; podobnie całe wnętrze bazyliki, dekorowane marmurem i złotem. Wnętrze bazyliki wykonane jest na planie okrągłym o średnicy 33 m, ograniczonym ośmioma łukami spoczywającymi na kolumnach korynckich. Na zwornikach połowy łuków znajdują się inicjały dewizy ignacjańskiej AMDG (łac. Ad Maiorem Dei Gloriam – Ku większej chwale Bożej), na zwornikach drugiej połowy znajdują się sylaby VI VA JE SUS, tworzące napis Niech żyje Jezus. Cały obwód świątyni obiega balkon z kutą balustradą. W tle balkonu fryz z rysunkami o tematyce militarnej, przedstawiający dwa etapy żywotu św. Ignacego: nad drzwiami wejściowymi znajduje się alegoria żołnierza Iñigo, nad ołtarzem – alegoria Ignacego, założyciela Towarzystwa Jezusowego.
Ołtarz główny został wykonany w latach 1750–1757 w stylu churrigueresco. Jest to monumentalne dzieło wykonane z różnych rodzajów marmuru, osadzanych techniką intarsji. Centralnymi punktami, skupiającym wzrok patrzącego, jest miejsce wystawiania Najświętszego Sakramentu oraz srebrna figura św. Ignacego Loyoli. W predelli wykorzystano dekoracje wykorzystujące motywy militarne oraz nawiązania do Najświętszych Serc Jezusa i Maryi. Aby dostosować ołtarz główny do przepisów liturgicznych, wynikających reform dokonanych po drugim soborze watykańskim, bazylikę wyposażono w ołtarz przenośny, który znajduje się przed ołtarzem głównym.

#### Dom rodziny Loyola
Budynek w typie casa torre (dom-wieża) to budowla z XIV-XV w., podzielona na dwie części; dolna, kamienna, przywołuje formą fortecę, natomiast górna, ceglana, reprezentuje ewolucję budynku w stronę pałacu. Nad drzwiami znajduje się herb rodziny Loyola (słowo to oznaczać może odlewnię z gliny lub chatkę z gliny), złożony z naczynia wiszącego na łańcuchu w otoczeniu wilków. Obok wejścia znajduje się pomnik z brązu, który przedstawia przybycie rannego Íñigo do miejsca jego urodzenia. Budynek posiada cztery poziomy, przez które wytyczono drogę pozwalającą na lepsze poznanie Íñigo; kulminacją przejścia przez dom jest Kaplica Nawrócenia.
Parter służył jako składzik wina i magazyn narzędzi. Jego kamienne ściany wskazują na średniowieczną przeszłość rodziny. W czasie XIII-XV wieku panowie feudalni spierali się o wpływy na terytorium Gipuzkoa, stąd rezydencje budowano w formie murowanych wież; po ustaniu konfliktów wieże takie zaczęto przekształcać w pałace.
Pierwsze piętro prezentuje przestrzeń życia codziennego: kuchnię, gdzie krzyżowało się życie państwa i służby. Gromadząc się przy palenisku przykazywano historię rodziny, w tym lokalne zwyczaje i wiarę chrześcijańską.
Piętro drugie jest już ceglane; jest to piętro szlacheckie, z pokojami państwa, oratorium, jadalnią i salą honorową. W pokoju Pani Loyoli Doña Marina Sáenz de Licona urodziła w 1491 swoje ostatnie dziecko, Íñigo de Loyolę. Właśnie na tym piętrze, w jadalni, przechowywane są kopie „Życia Chrystusa” i „Flos Sanctorum”, które podczas rekonwalescencji czytał Íñigo.
Trzecie piętro mieści pokoje dzieci i gościnne. Właśnie tutaj Íñigo był operowany, choć wróżono mu śmierć. Także tutaj, podczas rekonwalescencji od czerwca 1521 do lutego 1522 dokonało się nawrócenie Íñigo. Dziś miejsce to zajmuje Kaplica Nawrócenia, uznawana za serce Sanktuarium Loyoli.
W kaplicy znajduje się unikalny w skali świata ołtarz, wykonany w technice damaskinażu. Jest to dzieło Plácido Zuloagi – artysty, który na polu damaskinażu (inkrustowaniu żelaza srebrem i złotem) zdobył uznanie światowe. Panele retabulum przedstawiają sceny z życia św. Ignacego. Uzupełniające je krucyfiks i lichtarze, wykonane w technice damaskinażu pochodzą z warsztatu José Felipe Artamendiego. Ołtarz został zainstalowany w 1907, jest jedną z ostatnich prac mistrza.

#### Muzeum Sakralne
W skrzydle północnym znajduje się ekspozycja przedmiotów liturgicznych, zorganizowana w dwóch salach. W drugiej z nich znajduje się ołtarz, pierwotnie zlokalizowany w kaplicy urządzonej w miejscu narodzin świętego. Wykonany jest z mahoniu w stylu plateresco, a jego tematem przewodnim jest św. Ignacy piszący Ćwiczenia Duchowe w jaskini w Manresie. W tej samej sali znajdują się egzemplarze Ćwiczeń Duchowych wydawane na przestrzeni wieków.

### Ogrody
Na zachód od Real Colegio de Loyola znajdują się ogrody, dostępne wyłącznie z budynków Real Colegio de Loyola i Centrum Duchowości. Ogrody przeznaczone są do użytku miejscowej wspólnoty oraz osób odprawiających ćwiczenia duchowe. Teren pod ogrody został zakupiony już w 1948, lecz zostały one uformowane dopiero z okazji wizyty papieża Jana Pawła II w 1982.

### Casa Hermano Gárate
Bezpośrednio obok Centrum Duchowości znajduje się dom – miejsce narodzin błogosławionego Francisco de Gárate. Był to urodzony w 1857 jezuita, którego w 1985 beatyfikował Jan Paweł II. Gospodarstwo jest typowym przykładem zabudowy wiejskiej prowincji Gipuzkoa. Drzwi wejściowe prowadzą do kuchni i pokoju. Przed kuchnią znajdują się stajnie dla koni i obora dla bydła. Obecnie w pomieszczeniu obok kuchni urządzono kaplicę, a w stajniach – wystawę narzędzi rolniczych. Pokój, w którym urodził się błogosławiony, znajduje się na piętrze. Na piętrze znajduje się także świetlica, służąca niegdyś za suszarnię, obecnie miejsce ekspozycji argizaiolas/arguizaiolas, tzw. „światełek zmarłych” – rzeźbionych deseczek, na których zapalano świeczkę dla zmarłego. W kulturze baskijskiej takie zapalenie świeczki do dziś pozostaje ważnym wyrazem pamięci o zmarłym; arguizaiolas są nieraz wybitnym przykładem baskijskiej sztuki ludowej.

## Położenie sanktuarium na trasie szlaków pielgrzymkowych
Szlak Trzech Świątyń Ziemi Ignacjańskiej (Ruta de los Tres Templos de Tierra Ignaciana). Szlak oznaczany jest symbolem GR-286. Szlak rozpoczyna się w Donostia-San Sebastián, stolicy prowincji Gipuzkoa. Pierwszą stacją jest Sanktuarium Loyola, położone między miejscowościami Azpeitia i Azkotia. Drugą pustelnia Santa María (la Antigua) w miejscowości Zumarraga. Trzecią i ostatnią – sanktuarium Arantzazu w Oñati.
Camino Ignaciano. Szlak oznaczany jest symbolem GR-120. Szlak pielgrzymkowy wytyczony drogą, jaką przeszedł po swoim nawróceniu św. Ignacy Loyola od swego domu w Loyola do sanktuarium Matki Bożej na Montserrat, a następnie do Manresy.